# Spodnje Kraše
Spodnje Kraše este o localitate din comuna Nazarje, Slovenia, cu o populație de 150 de locuitori.